# ورزش در عربستان سعودی
ورزش در عربستان سعودی بخش مهمی از فرهنگ عربستان سعودی است و این کشور در بسیاری از مسابقات ورزشی بین‌المللی شرکت می‌کند. فوتبال یک ورزش به ویژه محبوب است و عربستان در سه نوبت قهرمان جام ملتهای آسیا شده‌است ، در حالی که سایر ورزش‌ها مانند کریکت و بسکتبال نیز به طور گسترده‌ای در این کشور دنبال می‌شوند. محدودیت‌های مربوط به ورزش بانوان در عربستان سعودی در دهه ۲۰۱۰ اندکی کاهش یافته‌است.

## فوتبال
فوتبال محبوب‌ترین ورزش در عربستان سعودی است. در سال‌های اخیر ، این ورزش محبوبیت زیادی پیدا کرده‌است.تیم ملی فوتبال عربستان سعودی توسط فدراسیون فوتبال عربستان سعودی (SFF) اداره می‌شود. SFF لیگ‌های سعودی و جام عربستان سعودی را برگزار می‌کند . تیم ملی عربستان سعودی در ۵ مسابقه جام جهانی فیفا ، در سال ۱۹۹۴ ، ۱۹۹۸ ، ۲۰۰۲ ، ۲۰۰۶ و اخیراً در سال ۲۰۱۸ با هم رقابت کرده‌است. تیم عربستان سعودی همچنین در هفت دوره رقابت‌های جام ملت‌های آسیا ، اولین بار در سال ۱۹۸۴ با هم رقابت کرده‌است. دستاوردهای جام حذفی AFC شامل قهرمان شدن در سالهای ۱۹۸۴ ، ۱۹۸۸ و اخیراً در ۱۹۹۶ است . عربستان همچنین به طور مرتب در مسابقات جام خلیج فارس ، لیگ قهرمانان آسیا و جام ملت‌های عرب شرکت می‌کند اما در این اواخر نتایج ضعیف تیم های عربستانی بر فوتبال این کشور خیمه زده و فوتبال حرفه ای جای خود را به پول داده.

## موتور سواری
این مسابقه در خیابان خیابان ریاض در شهرکی در عربستان سعودی واقع در حومه شمال غربی پایتخت ، ریاض برگزار می‌شود . طول این مسیر ۲٫۴۹۵ کیلومتر است و ۲۱ چرخش دارد.

## کریکت
کریکت دومین ورزش محبوب در عربستان سعودی است که عمدتاً به دلیل افزایش تعداد مهاجران آسیای جنوبی است که در اوقات فراغت خود این بازی را انجام می‌دهند. با این وجود ، طی سالهای اخیر ، کریکت مورد توجه بسیاری از افراد محلی عرب ، مانند فایک حبیب و نادیم ال نداوی ، که هر دو نماینده عربستان سعودی در سطح ملی بودند ، ایجاد کرده‌است. در حال حاضر بیش از ۸۰۰۰ کریکت سعودی وجود دارد که نزدیک به ۲۰ درصد آنها عرب محلی هستند و بیشتر آنها بقیه کشورهایی مانند پاکستان ، هند و سریلانکا هستند.

## بسکتبال
بسکتبال همچنین یک ورزش محبوب در عربستان سعودی است. لیگ برتر عربستان سعودی میزبان چندین بازیکن  مطرح اروپایی بوده استو همچنین این کشور در مسابقات قهرمانی آسیا نیز شرکت کرده‌است.برخی از بازیکنان این کشور همانند محمود عبدالرووف نیز در بسکتبال NBA حضور دارند.

## راگبی
اتحادیه راگبی در عربستان سعودی ورزشی جزئی اما رو به رشد است که چندین دهه در این پادشاهی بازی می‌شود. بسیاری از باشگاه‌های راگبی محلی به اواخر دهه ۱۹۷۰ بازمی‌گردد.

## هاکی
هاکی روی یخ نیز یک ورزش نه چندان محبوب در عربستان سعودی محسوب می شود. اولین بازی هاکی در عربستان سعودی در سال ۲۰۱۰ در مسابقات قهرمانی هاکی روی یخ انجام شده است .

## تیم‌های ملی
- تیم ملی فوتبال عربستان سعودی
- تیم ملی بسکتبال عربستان سعودی
- تیم ملی هندبال عربستان